# Venas cerebelosas superiores
Las venas cerebelosas superiores ([TA]: venae superiores cerebelli) son venas bastante grandes provenientes de la superficie inferior del cerebelo. Desembocan en el seno recto y en la gran vena de Galeno, o en los senos transverso y petroso superior.

## Trayecto
Pasan, en parte, hacia delante y medialmente, a través de la zona superior del vermis, hacia el extremo del seno recto y las venas cerebrales internas, y, en parte, lateralmente, hacia el seno transverso y seno petroso superior.